# Raoul de Gisy
Raoul de Gisy ou Raoul de Gizy (alias aussi Raoul de Giry) est un templier vivant au XIIIe siècle originaire de Champagne. Il est détenu à Paris lors du  procès de l'ordre du Temple en 1307. Il fut également receveur des finances royales en Champagne.

## Biographie

### Templier
Raoul de  Gisy est un templier originaire de Champagne. Il est âgé d'environ 50 ans en 1311.
Sa réception dans l'ordre du Temple a lieu en 1274 à la commanderie d'Avalleur  à Bar-sur-Seine dans l'actuel département de l'Aube.
Il est commandeur de l'ordre dans plusieurs maisons : à Lagny-le-Sec et à Sommereux dans le diocèse de Beauvais et à Troyes, Payns, Sancey, Bonlieu et Le Mesnil-Saint-Loup. Il est précepteur du Temple en Champagne et en Brie, précepteur de la baillie de Sommereux, de la baillie de  Lagny-le-Sec, de la baillie de Moisy et commandeur de Champagne de 1289 à 1307.
Raoul de Gisy est également receveur des finances royales en Champagne,,.

### Le procès
Lors du procès de l'ordre du Temple, il comparaît le 27 novembre 1307 sur ordre de l'évêque de Paris. Il est ensuite détenu
Raoul de Gisy est l'oncle de Ponsard de Gisy, commandeur de Payns, qui revient sur les aveux faits en 1307 par les templiers lors du procès de l'ordre du Temple et nie tous les faits imputés aux templiers qui n'avaient avoué tout ce que l'on leur demandait que sous l'effet de la torture.
Au contraire, Raoul de Gizy, qui a auparavant quitté l'ordre du Temple et obtenu l'absolution de l'évêque de Paris, fait le 11 janvier 1311 une déposition détaillée dans lequel il accuse les Templiers d'homosexualité. Il raconte que, lors de sa  réception dans l'ordre, on lui a demandé de renier Dieu et de baiser l'anus d'un frère. Un autre templier, Jean de Cormeilles, avoue que, lors de sa propre réception, Raoul de Gizy lui a demandé de le baiser sur l'anus.
Raoul de Gizy explique aussi que, lors des chapitres, des absolutions étaient prononcées parce que les péchés des templiers étaient très nombreux et très graves. Il avoue, comme d'autres Templiers, avoir adoré une idole, sous la forme d'une tête d'or adorée lors de différents chapitres de l'ordre. Il explique également s'être confessé auprès du franciscain Jean de Dijon avant son arrestation qui lui demande de mettre fin aux erreurs de l'ordre du Temple.
On ignore la date et le lieu de sa mort.